# Comerica Park
O Comerica Park é um estádio localizado em Detroit, Michigan. É a casa do time de baseball Detroit Tigers, da MLB. Inaugurado em 11 de abril de 2000, visando substituir o antigo Tiger Stadium, é vizinho do estádio de futebol americano Ford Field, casa do time da NFL Detroit Lions. Tem capacidade para 41.070 torcedores.
O nome vem de um contrato de Naming rights com o Comerica Bank (US$ 66 milhões de dólares pelo uso do nome do estádio por 30 anos).
Recebeu o All-star game da MLB de 2005 (o primeiro em Detroit desde 1971). Recebeu alguns concertos, como de Eminem e dos The Rolling Stones.